# 岩屋港
岩屋港（いわやこう）は、兵庫県淡路市岩屋（淡路島）にある港湾。管理者は兵庫県。地方港湾。

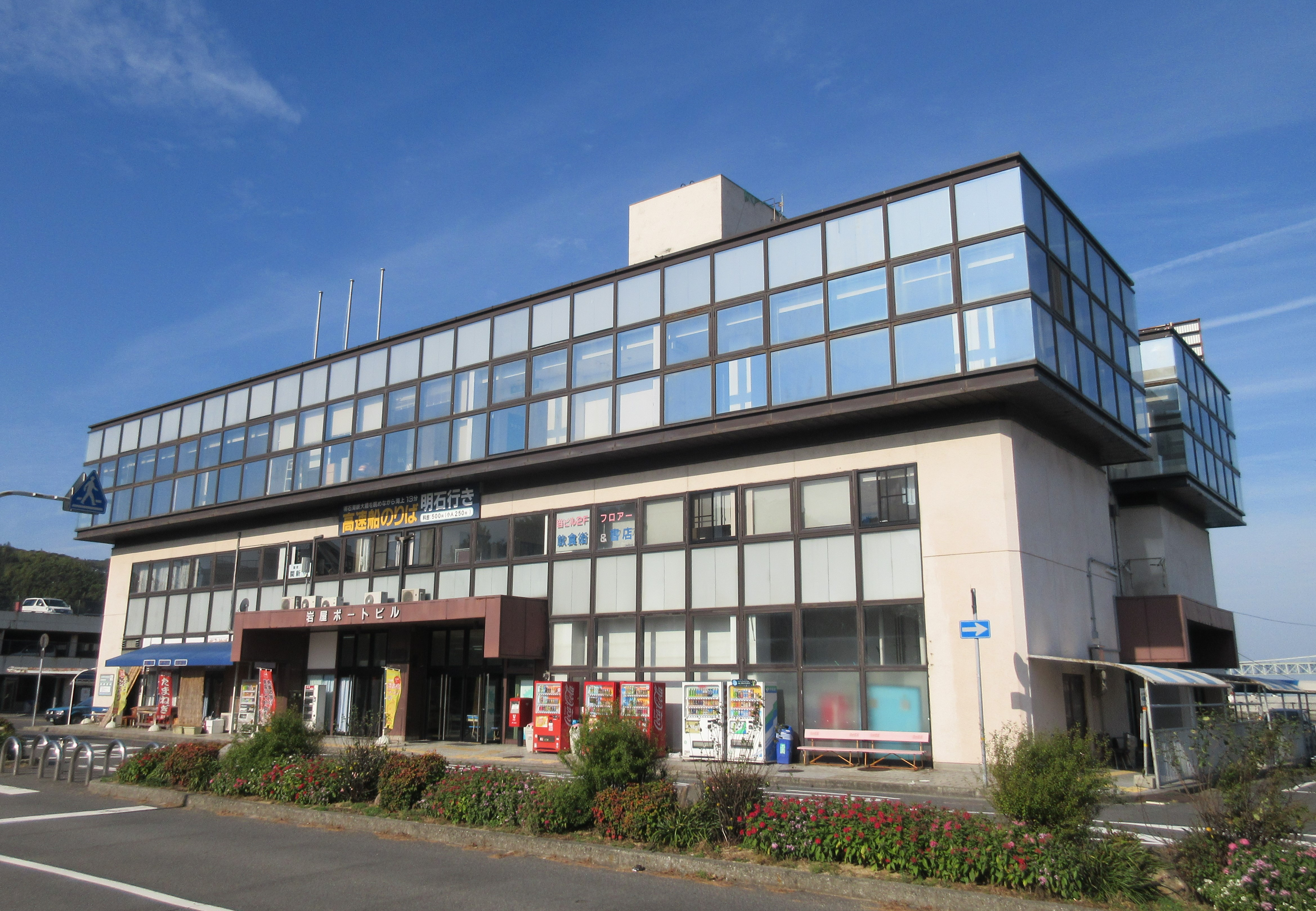
岩屋ポートビル

淡路島北東端部にあり、東の大和島から北西の松帆崎に至る海岸約3㎞の東寄りに位置し、対岸には明石海峡を隔て北東北4.5㎞に舞子・唐崎鼻があり、さらに東5㎞には垂水漁港がある。北へ6㎞には明石大蔵海岸があり、北北西6.2kmには明石港がある。面する海峡の水深は沖合700mまでは約20mでそれより沖は急に深くなり最深部は100mに達する。海峡の再狭部は4㎞で常に強い潮流が流れている。背後には北淡路丘陵を擁し、標高200-300mの丘が海岸まで近づき、高さ100mの台地が市街地の背後500-700mにまで迫っており海岸沿いに民家が密集する。1998年（平成10年）4月に完成した明石海峡大橋を眺望でき、背後には国営明石海峡公園と兵庫県立淡路島公園がある。

## 航路
- 淡路ジェノバライン（旅客船）
  - 岩屋港 - 明石港

## 路線バス
- 淡路市生活観光バス路線（あわ神あわ姫バス）1（時計回り）/2（反時計回り）/4（岩屋洲本線）/10（北部観光周遊回り）系統・岩屋コミバス・高速バス北淡路西海岸ライン（本四海峡バス・神姫バス）
  - 淡路交通は2019年10月のダイヤ改正で津名港以北の一般路線が廃止されたため、岩屋港（停留所名は「岩屋」）への乗り入れが無くなり、現在はコミュニティバスと高速バスのみ岩屋港に乗り入れている。